# Ependimócito
Ependimócitos ou células ependimárias são células cubóides ou prismáticas que compreendem a neuróglia epitelial. São responsáveis pelo revestimento simples dos ventrículos, cavidade essa compreendida entre o cerebelo (teto) e ponte, bulbo e parte do mesencéfalo (assoalho).
As células epidimárias revestem também o canal central da medula espinhal,e em alguns locais elas são ciliadas,o que facilita a movimentação do líquido cefalorraquidiano.
As células ependimárias originam-se por diferenciação das células neuroepiteliais quando estas deixam de produzir neuroblastos e glioblastos.
Nos ventrículos cerebrais, um tipo de célula ependimária modificada recobre tufos de tecido conjuntivo, rico em capilares sangüíneos, que se projetam da pia-máter, constituindo os plexos corióideos, responsáveis pela formação do líquido cefalorraquidiano.